# Котелок

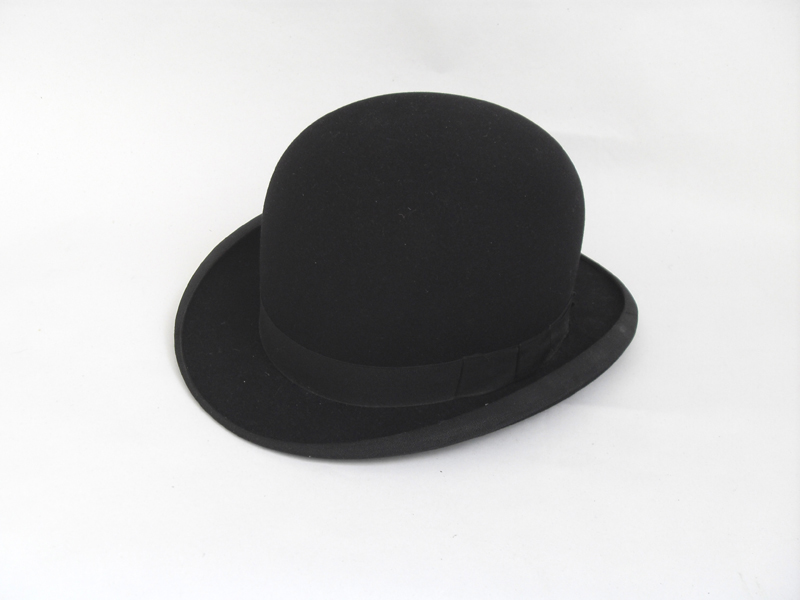
Котелок

Котело́к — європейський чоловічий капелюх сферичної форми з твердої повсті. Найбільшу популярність котелки мали на межі XIX і XX століть. У деяких місцевостях сучасної України був відомий як «габік» (Галичина), «мелон» (від фр. chapeau melon — «капелюх-диня»), «казанок».
У Вікторіанську добу котелок був популярним головним убором робітничого класу, пізніше — середніх і заможних людей у Британії й на сході США, замінивши дорогі і громіздкіші циліндри. У свою чергу, котелки незабаром змінили канотьє і фетрові капелюхи (федори й трилбі). Зараз котелок вийшов з повсякденного вживання в Британії, його носять лише під час деяких церемоній. Цей головний убір отримав популярність в деяких інших країнах, наприклад, у Болівії.

## Історія

### Створення

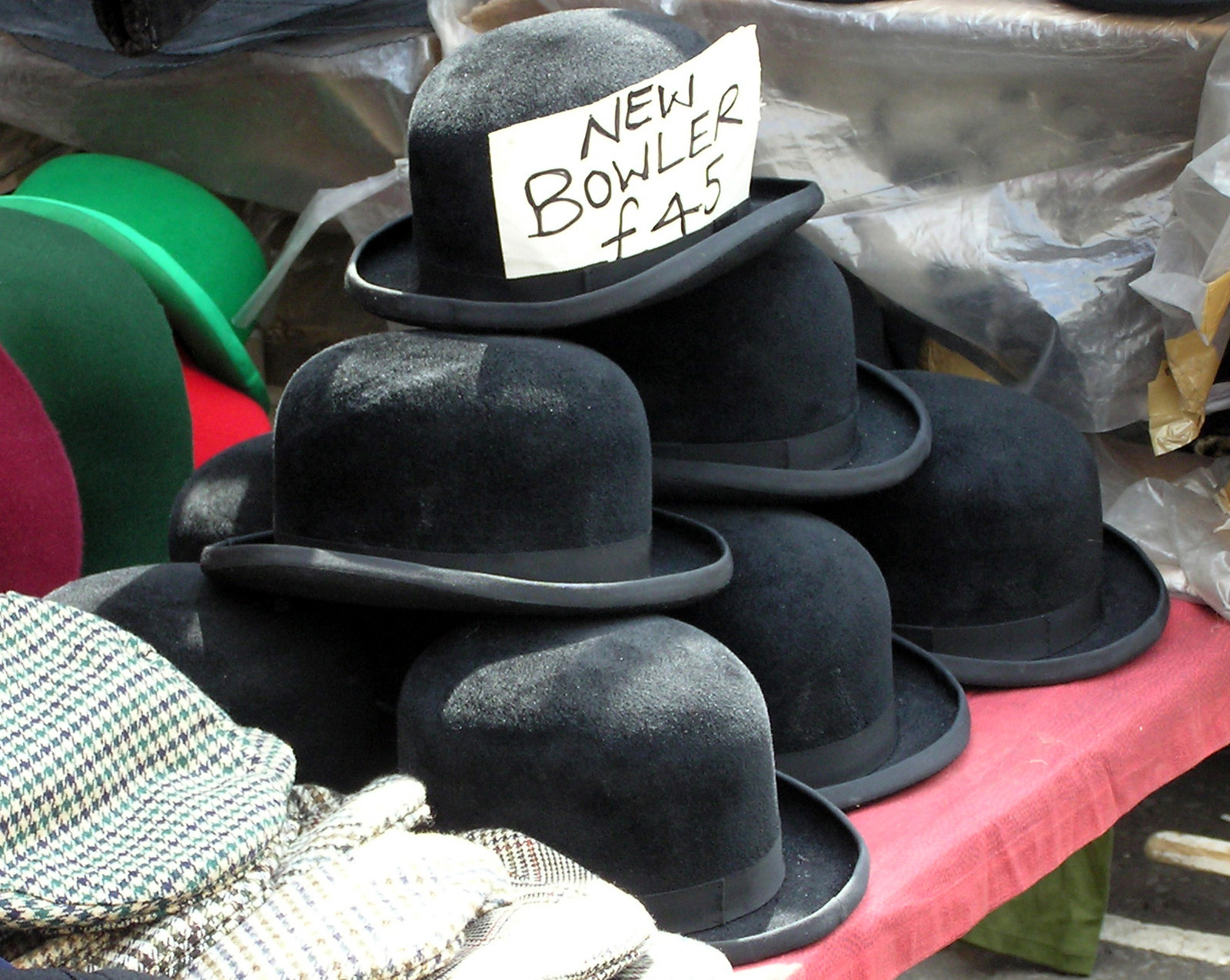
Котелки на продажу в Лондоні

Вважають, що перший котелок у 1849 році лондонськими капелюшниками Томасом і Вілльямом Боулерами, за прізвищем яких він й отримав свою британську назву (bowler hat — «боулерівка»). Новий фасон був розроблений на замовлення капелюшної фірми Lock & Co. of St James's, якій, у свою чергу, дехто велів зробити капелюх нового дизайну. Особистість замовника не встановлена, багато які джерела стверджують, що це був Вільям Кук, граф Лестерський. Проте, його племінник наводить свідчення, що котелок був винайдений Едвардом Куком — молодшим братом графа. Він мав щільно прилягати до голови й мати низький наголовок, оскільки призначався для єгерів маєтку графа Хокем-Холл, які мусили їздити верхи лісами, серед гілля, де традиційні циліндри були б незручні. За легендою, коли Вільям Кук приймав замовлення у грудні 1849, він вчинив йому «випробування на міцність»: поклавши капелюх на підлогу, двічі тупнув по ньому ногою. Головний убір витримав перевірку і Кук заплатив майстрам 12 шилінгів. Згідно з традицією Lock & Company давати виробам назви на ім'я замовника, капелюх назвали «капелюхом Кука» (Coke hat). У Норфолку, де розташована садиба Хокем-Холл, котелок досі відомий під назвою «біллікук», «Біллі Кук» (Billy Coke) чи «біллікок» (Billycock).

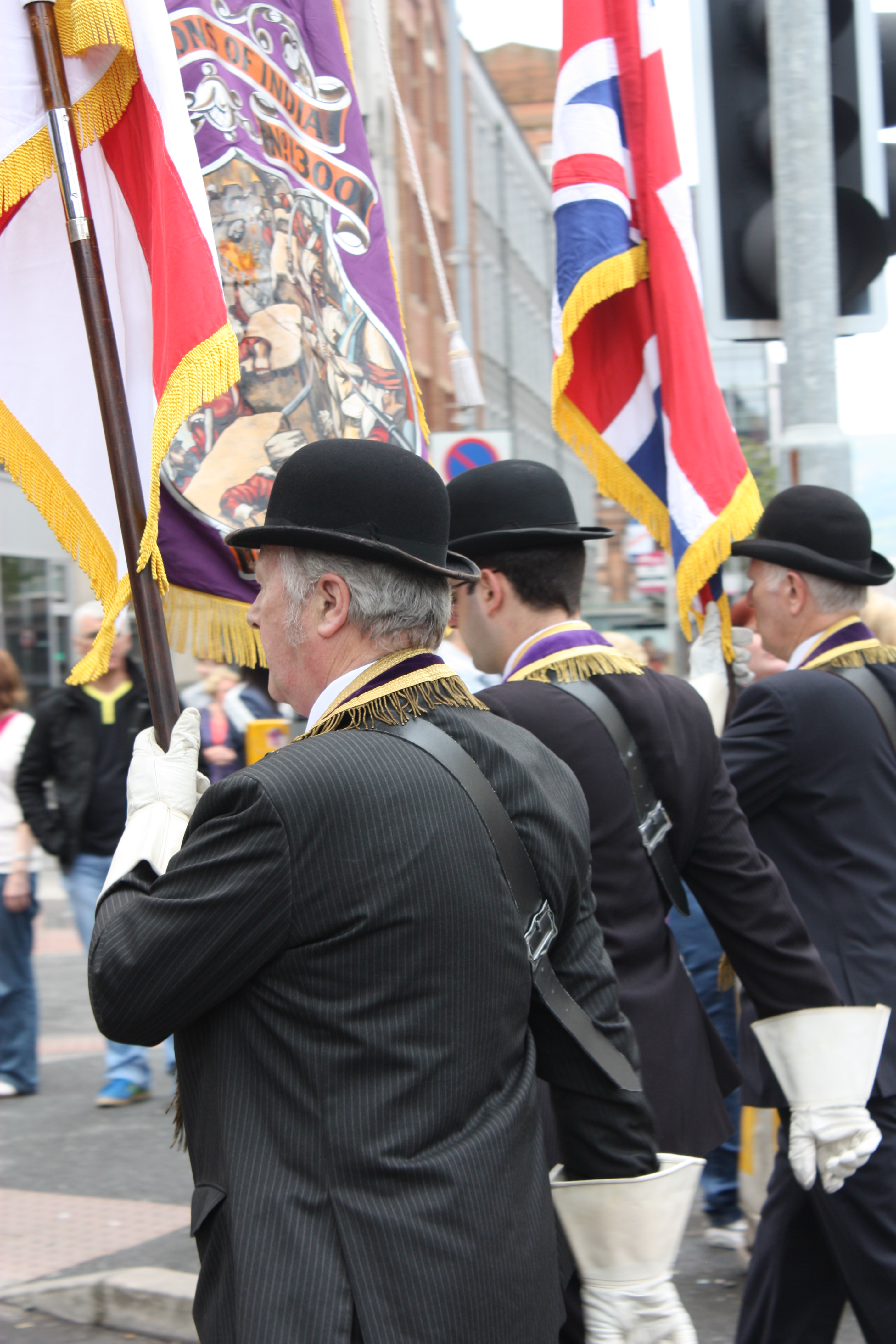
«Помаранчевий парад» у Белфасті

### У Британії і Ірландії
З початку XX ст. образ людини у котелку зазвичай зв'язувався з діловими людьми з фінансових районів (відомих як «джентльмени Сіті»). У Великій Британії котелки продовжували залишатися частиною повсякденного туалету лише до 1960-х років (як правило, серед дрібної буржуазії, юристів). Традиція носіння цього головного убора з діловим костюмом зникає в 1980-х. Зараз у Британії нечасто можна натрапити на котелки, хоча їх продовжують носити у деяких районах Англії ті бізнесмени, що не бажають поривати з традиціями. Саме «джентльмен Сіті» представляє відомий всім образ англійця — у котелку й зі складеною парасолькою. Два чоловіки у котелках зображені на логотипі Bradford & Bingley — Британського будівельного товариства (надалі — банку).
У Шотландії і Північній Ірландії котелок традиційно носять члени основних віропідданських братерств («Помаранчевого Ордену», «Незалежного Помаранчевого Ордену», «Королівської Чорної Громади» й «Підмайстрами Деррі») під час парадів і щорічних урочистостей.

### У Північній Америці

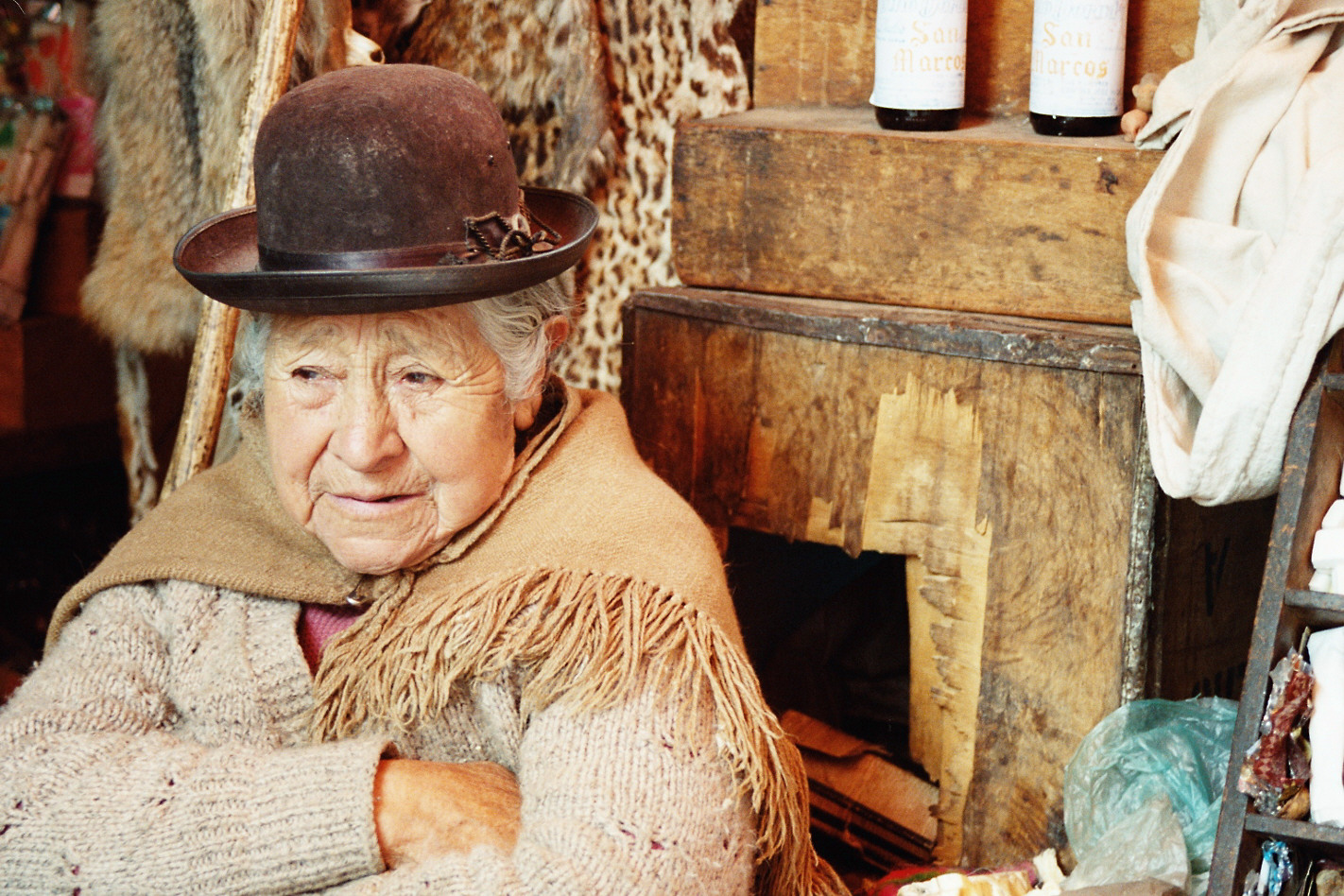
Продавчиня у котелку. Ла-Пас, Болівія

Саме котелок, а не ковбойський капелюх або сомбреро, був найзвичайнішим головним убором на американському Дикому Заході. І ковбої, і залізничники надавали перевагу цьому капелюху: від щільно сидів на голові й не здувався вітром, що було вельми зручно не тільки під час верхової їзди, але й під час залізничної поїздки, коли виникала знадоба висунутись з вікна поїзда. Котелок носили стражі закону і його порушники, у тому числі Бет Мастерсон, Бутч Кессіді, Блек Барт, Біллі Кід. У США котелок прийшов під назвою «derby», а бандит з Дикого Заходу Маріон Геджерет звав його «дербі кід» (Derby Kid).

### В інших країнах
Зараз ці головні убори носять представники народів кечуа й аймара в Болівії, які перейняли моду носіння котелка (який там зовуть «bombín») від залізничних робітників у 1920-х. Первісно котелки були імпортними: їх робили в Італії спеціально для південноамериканського ринку. Надалі виробництво освоїли місцеві ремісники

## У культурі
Котелок був візитною карткою багатьох комедійних акторів, таких як Чарлі Чаплін, Джон Кліз, Джон Стід, Террі-Томас, Стівен Фрай, Дік Чарльзворт, Норман Віздом, Стен Лорел і Олівер Гарді. Композитор-авангардист Чарлі Морроу часто носить котелок, іноді зове себе «містер Боулер» («Котелок») і навіть має власний радіо-сайт в Інтернеті — «Радіо Містер Боулер». У фільмі «Голдфінгер» Оджоб, слуга антагоніста Ауріка Голдфінгера, використовує котелок з прихованим лезом як зброю.

## Галерея

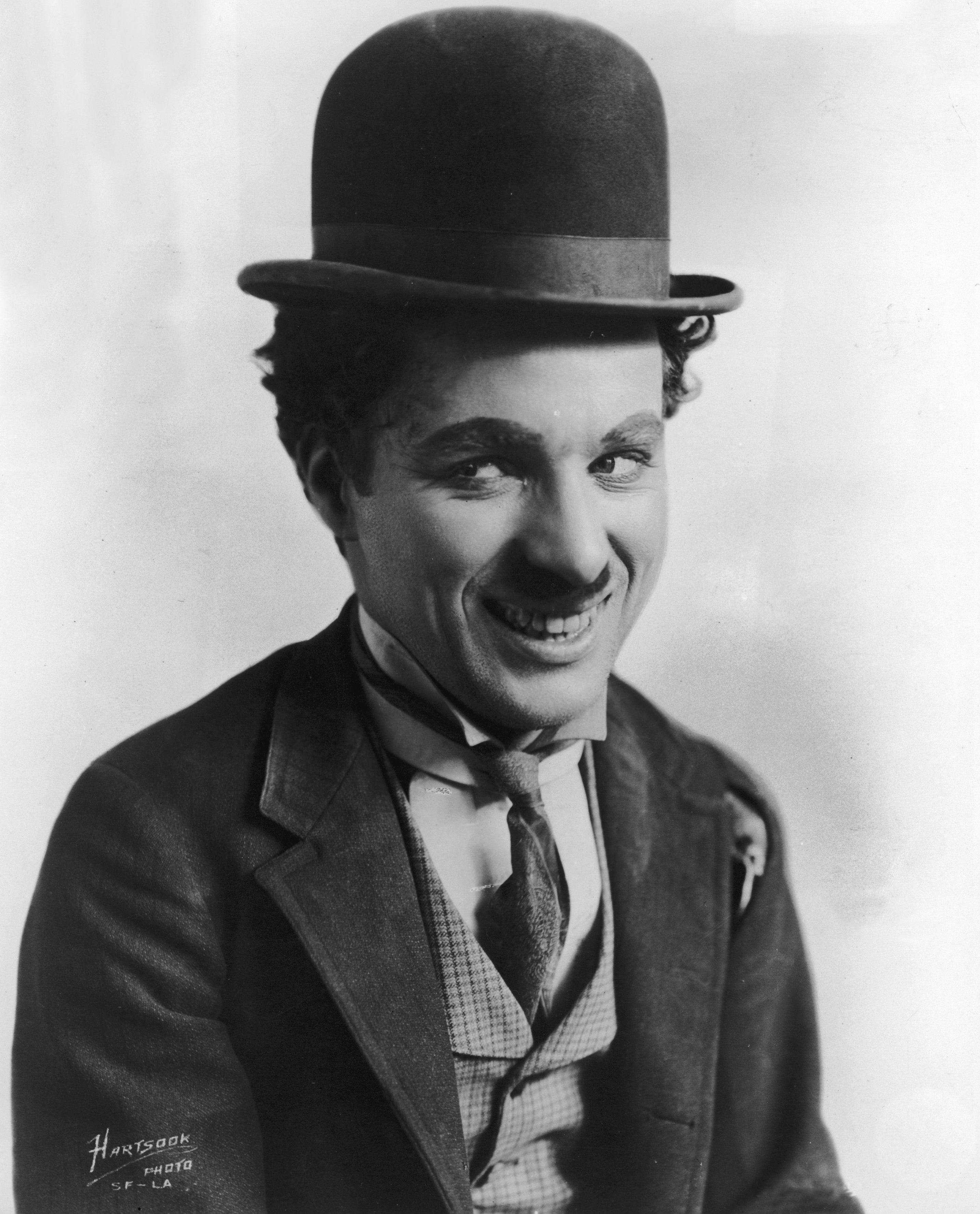
Чарлі Чаплін, 1915
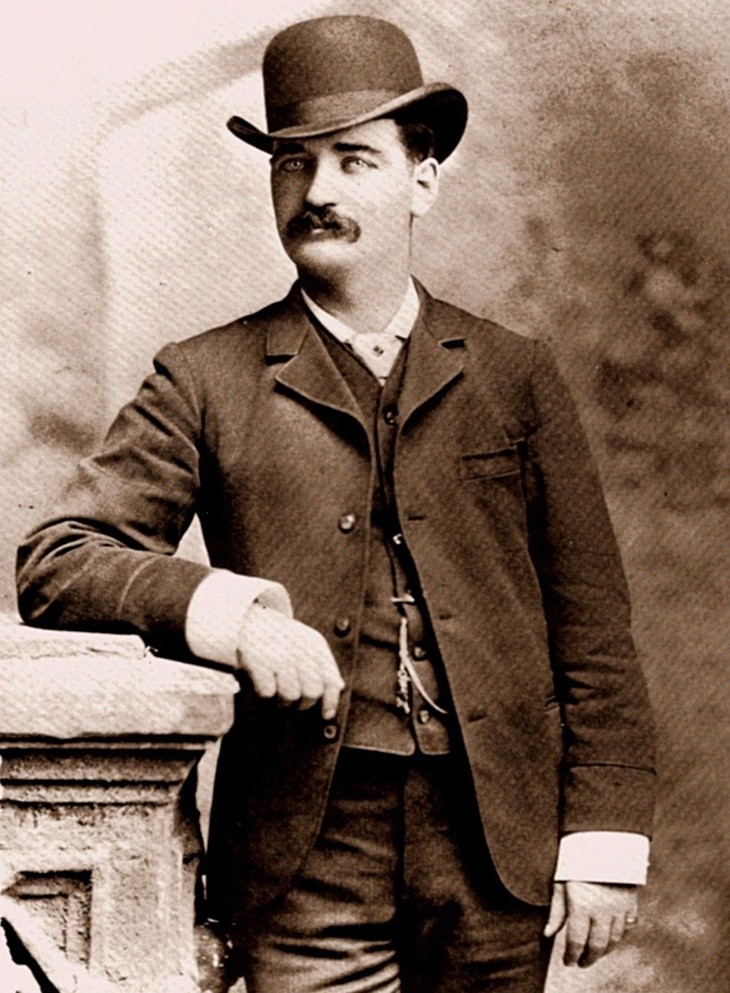
Бет Мастерсон, 1879.
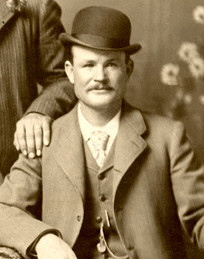
Бутч Кессіді, 1901.
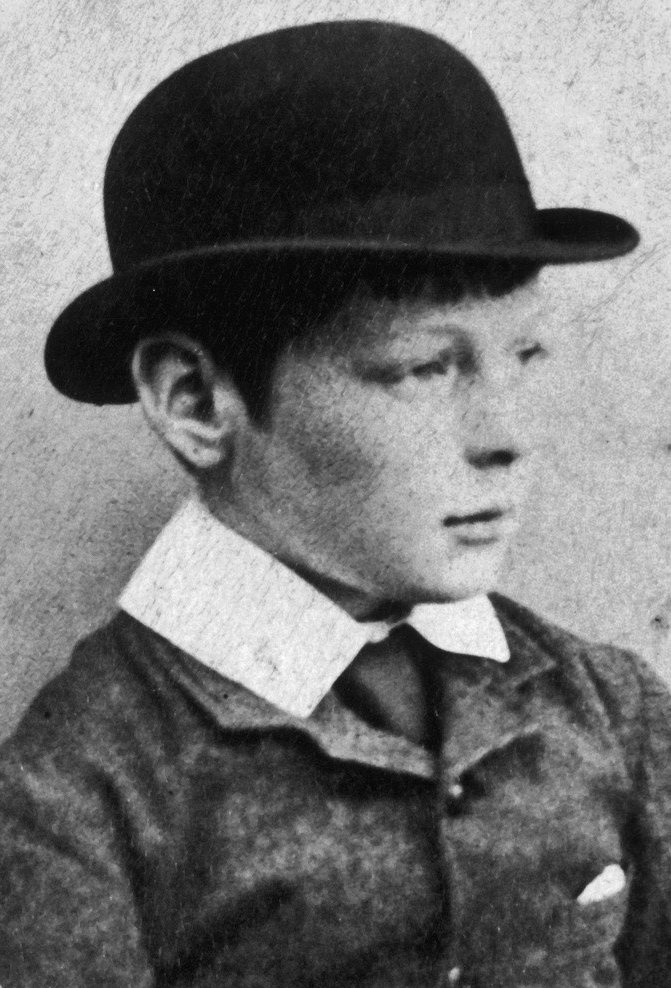
Вінстон Черчилль у шкільні роки, 1884.
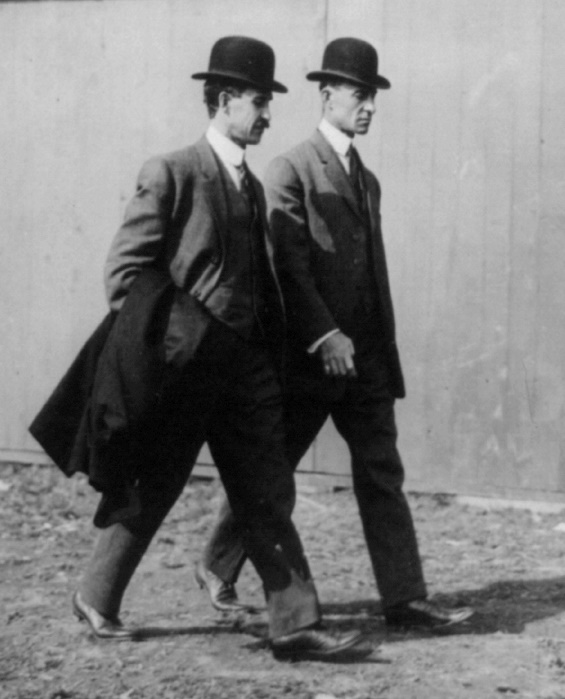
Брати Райти, винахідники літака, США, 1910.
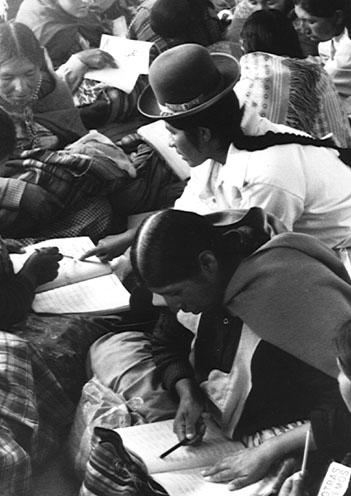
Болівійці народу аймара на уроці ліквідації неписьменства